# Guldbarre
 For alternative betydninger, se Guldbarre (chokolade). (Se også artikler, som begynder med Guldbarre (chokolade))
En guldbarre er en vis mængde raffineret metallisk guld i en hvilken som helst form fremstillet af en producent der overholder bestemte betingelser for fremstilling, mærkning og bogføring af guldbarrer.
Større guldbarrer, der er fremstillet ved at hælde det smeltede metal i forme kaldes for barrer. Mindre barrer kan være fremstillet ved prægning eller udstansning fra passande gulddublé i arkform.
Standard-guldbarren der benyttes som guldreserve af centralbanker, og som handles blandt guldhandlere, er en 400 troy ounce (12,4 kilogram eller 438,9 ounces) Good Delivery guldbarre. Kilobarren, der er på 1.000 gram i masse, er mere håndterbar og bruges i vid udstrækning til handel og investeringer.